# Carpha rodwayi
Carpha rodwayi är en halvgräsart som beskrevs av Winifred Mary Curtis. Carpha rodwayi ingår i släktet Carpha och familjen halvgräs.
Artens utbredningsområde är Tasmanien. Inga underarter finns listade i Catalogue of Life.